# Aggsbach-Dorf
Aggsbach-Dorf ist eine Ortschaft und als Aggsbach eine Katastralgemeinde der Marktgemeinde Schönbühel-Aggsbach im Bezirk Melk in Niederösterreich. Die Ortschaft hat 405 Einwohner (Stand 1. Jänner 2024). Aggsbach-Dorf war bis Ende 1969 eine eigenständige Gemeinde.

## Geografie
Das am rechten Donauufer gelegene Dorf erstreckt sich zwischen dem Einfluss von Mitterbach und Wolfssteinbach in den Aggsbach und der Mündung des Aggsbaches in die Donau. Der Ort wird von der Landesstraße L162 erschlossen, die aus der Aggsteiner Straße abzweigt. Am 1. April 2020 umfasste die Ortschaft 172 Adressen.

## Geschichte
Im Jahr 1822 wurde der Ort als Dorf mit 42 Häusern beschrieben, das über eine Kirche und eine Schule verfügte. Die Ortsobrigkeit besaß die Herrschaft Aggsbach, der auch die Konskription oblag. Die Landgerichtsbarkeit übten die Herrschaften Arnsdorf und Gurhof aus. Im Jahr 1938 waren laut Adressbuch von Österreich in Aggsbach Dorf eine Bäckerin, vier Gastwirte, zwei Gemischtwarenhändler, eine Hebamme, ein Holzhändler, zwei Schmiede, ein Schuster und der Gutsbetrieb Falkenhayn ansässig. Weiters gab es einen Bürstenhölzererzeuger, ein Hammerwerk, einen Sodawassererzeuger und einen Zementwarenerzeuger.
Irgendwann vor 1961 wurde die damalige Gemeinde Aggsbach in Aggsbach Dorf umbenannt.
Mit 1. Jänner 1970 wurden im Rahmen der Niederösterreichischen Kommunalstrukturverbesserung die bis dahin selbständigen Gemeinden Aggsbach-Dorf und Schönbühel an der Donau zu Schönbühel-Aggsbach fusioniert.

## Sehenswürdigkeiten
- Kartause Aggsbach, ein 1380 gegründetes und 1790 aufgehobenes Kartäuserkloster
- Hammerschmiede Pehn im 16. Jahrhundert als Schmiede der Kartause entstanden